# Andrej Detela
Andrej Detela slovenski fizik, znanstvenik, umetnik, filozof in izumitelj, * 1949, Maribor
Je bivši znanstvenik z inštituta Jožef Štefan. Svojo znanstveno kariero je posvetil raziskovanju sintropičnih pojavov in iskanju dokazov zanje. Je avtor treh knjig in mnogih fizikalnih člankov, član društva PEN in lastnik podjetja Elaphe, ki izdeluje znotraj kolesne električne motorje.

## Življenjepis
Andrej Detela se je rodil leta 1949. Kot otrok je kazal veliko zanimanje za naravoslovne znanosti, predvsem fiziko in matematiko. Rad je prebiral knjige o Nikoli Tesli, ki so mu bile v inspiracijo. Pogosto se je udeleževal tekmovanj iz fizike, med drugim je dosegel 7. mesto na Evropski fizikalni olimpijadi. Obiskoval je Šubičevo gimnazijo, kjer je spoznal dolgoletnega prijatelja Petra Legišo, ki mu je pomagal pri matematičnih izpeljavah. Med gimnazijskim šolanjem je bil njegov pomemben mentor in vzornik profesor gimnazije Bežigrad Ivan Štalec. (Vidim vse, 2016) Po končani gimnaziji se je vpisal na Fakulteto za fiziko v Ljubljani. V tretjem letniku fakultete je začel razvijati teorijo sintropije, s katero se profesor ni strinjal. Magisterija zaradi nestrinjanja fizikalne stroke nikoli ni dokončal. Po diplomiranju je eno let poučeval na Šubičevi gimnaziji. (Vidim vse, 2016) Večji del svoje poklicne poti je bil zaposlen na Inštitutu Jožef Štefan. Osebno filozofijo je razvijal z romanji po svetu in s spoznavanjem vzhodnih kultur. Pred nekaj leti je načrtoval tudi elektromotor, vgrajen v avtomobilsko kolo. Dandanes ima njegovo podjetje Elaphe, ki izdeluje elektromotorje, vgrajene v avtomobilske pnevmatike, že skoraj sto zaposlenih. Najbolje se ti motorji prodajajo na Japonskem, kjer so uporabljeni predvsem v robotih.

## Dela
- Magnetni vozli, Ljubljana 2002
- Sanje v vzhodni sobi, Ljubljana 2007
- Sintropija v polifaznih zibelkah, Ljubljana 2014
- Cesar je nag! Ali lahko o tem še molčimo?, 2020
- From Entropy to Syntropy, 2025

### Magnetni vozli
Magnetni vozli opisujejo biološke pojave, bitja, biopolje s fizikalnega pogleda. Biopolje, ki obdaja vse žive organizme, naj bi temeljilo na magnetnih vozlih, od najpreprostejših toroidnih vozlov do zelo zapletenih struktur. Ti vozli nihajo iz električnega polja v magnetno in nazaj. Inteligenca bitji naj bi izvirala iz subtilnega okolja, torej naj ne bi bila le lastnost posamičnega organizma, temveč lastnost več organizmov. Biopolje prepleta prav vse organizme. Avtor to predstavo sveta potrdi z obstoječimi fizikalnimi dogmami. V knjigi avtor poudarja, da je potrebno gledati na svet celostno in ne samo iz perspektive ene veje znanosti.

### Sintropija
Sintropija je osrednje področje Detelovega znanstvenega raziskovanja.
V Sintropiji Detela s serijami poskusov dokazuje sintropijo, idejo, nasprotno entropiji. Sintropija trdi, da stvari stremijo k notranji urejenosti, k samourejevanju. Pokaže nam, zakaj drugi zakon termodinamike ne more v celoti držati. Proti koncu je omenjena tudi žarinka, luč, ki bi lahko svetila sama od sebe.
Sintropija je tendenca delcev k urejenosti, je nasprotje entropije, ki narekuje neurejenost in vodenje v kaos. Entropija trdi, da se delci ne morejo usklajeno gibati in združevati, temveč da vse vodi v postopno neurejenost. Če imamo skledo belih kroglic in skledo modrih ter kroglice med seboj zmešamo, potem po drugem zakonu entropije nikakor ni možno, da bi se v posodi ločile na bele in modre, temveč bodo vedno bolj in bolj zmešane. Ko opazujemo naše civilizacije, vidimo, da so za začetek te morale nekako nastati, potem pa kot v življenju opazujemo propad, kaos. (Intervju, 2020), (Sintropija v p. zibelkah, 2014)
Sintropija je tema v fiziki, s katero se je in se še vedno Andrej Detela ukvarja. Učenec Jožefa Štefana Ludwig Boltzmann je poskušal drugi zakon termodinamike dokazati celo življenje. (M. vozli, str. 15, 2002) Na določenih mestih ga je dokazal, a nikoli v celoti.
S sintropijo in nasprotno entropijo se je veliko ukvarjal Detela že v Magnetnih vozlih, s poskusi in poglobljenimi, zajetnejšimi raziskavami pa to svojo idejo nadgradi v delu Sintropija v polifaznih zibelkah. Zanimiv poskus, s katerim je dokazoval sintropijo, je poskus z elektroni v vakumski cevi, ki se gibljejo povsem kaotično. Z magnetnim poljem mu je uspelo elektrone usmeriti v določeno smer in tako dobiti električni tok. Uspelo mu je izmeriti moč nekaj pikowatov. Sintropija bi nam omogočila pridobivanje električne energije na povsem nov način, morda celo iz toplote okolja okoli nas. Dandanes to poskuša s projektom, poimenovanim Žarinka. (Sintropija, 2014) Kot je opisana v Detelovi Sintropiji v polifaznih zibelkah, gre za svetilko, ki ne bi potrebovala nobene baterije.

## Filozofska dela

### Sanje v vzhodni sobi
Poleg tega, da se ukvarja s povsem znanstvenimi temami, je napisal tudi bolj potopisno delo Sanje v vzhodni sobi, ki govori o potovanjih po Indiji, srečanju s tamkajšnjimi jogiji, raziskovanju Japonske kulture ipd.

### Detelova filozofija
```
Ko je bil med pogovorom vprašan, če bi sebe opredelil kot filozofa, se je le nasmehnil. (Intervju, 2020) 
```

Večji del njegovih zapisov temelji na matematičnih formulah oziroma na fizikalnih dogmah, ki jih, kot pokaže Detela, lahko interpretiramo in uporabimo tudi drugače. Predvsem vlečejo na področje filozofije vsa njegova potovanja ter odkrivanja vzhodnih kultur ter pridobivanje novih modrosti. Išče odgovore na preprosta vprašanja, kot na primer kaj je življenje, kako je sestavljeno, kako delujejo molekule na kvantnem nivoju, samourejajoče strukture, ali res vse vodi v povečanje nereda, ali obstaja sintropija. Spozna se na številna področja, kot so biologija, umetnost, kemija, fizika, matematika, zgodovina. Preučuje poglede drugih kultur (nekaj časa preživel v ašramu v Indiji) in hkrati išče odgovore na najpreprostejša vprašanja, ki pa ostajajo neodgovorjena in ena najbolj zapletenih. Danes, ko znanost postaja vse bolj razpršena, strokovnjaki pa odlično specializirani na enem določenem področju, je na njihovi nasprotni strani gospod Detela, ki se spozna na ogromno področji in poskuša opisati svet s pomočjo vseh. Kot pove v uvodu Magnetnih vozlov: ”srečala se bova vsaj v enem izmed teh jezikov”, pokaže s tem svojo odprtost in modrost, znanje in globlje razumevanje vsega. (Magnetni vozli, 2002)

## Drugo

### Umetnost
Zanimiv je tudi Detelov fizikalni pogled na umetnost, lastno ustvarjanje. Njegove knjige vključujejo lastno poezijo, zaveda se, da je sposobnosti uma inovativnost in kreativnosti ter s tem povezane umetnosti. Medtem ko bralec poskuša doumeti matematične formule, se lahko sprosti in si prebere kakšno od pesmi. Pesmi izražajo veličino uma in duha, sposobnost obravnavanja in pokrivanja vseh aspektov ter razumevanja smisla življenja. Pesmi so umirjene, vir sprostitve, napisane in vstavljene v znanstvena dela s prefinjeno eleganco in lahkotnostjo.

### Električni motorji
Že v 80. letih dvajsetega stoletja je Andrej Detela raziskoval znotrajkolesne motorje. Dobil je idejo o zelo učinkovitih električnih motorjih, ki so zasnovani popolnoma drugače kot do sedaj uporabljeni. Nahajajo se znotraj kolesa in imajo posledično nižjo porabo električne energije, obenem pa nudijo tudi zelo velike navore pri zelo majhni teži. V začetni fazi 10Nm na kilogram, danes preko 30Nm/ kg teže motorja. Leta 2003 je z Gorazdom Lampičem ustanovil podjetje Elaphe. Danes imajo skoraj 100 zaposlenih. Elaphe je vgradil svoje električne motorje v številne avtomobile. Predvsem uspešni so motorji na Japonskem, kjer je trenutno največji odkupnik teh motorjev družba, ki proizvaja robote.